# Sterculia hymenocalyx
Sterculia hymenocalyx är en malvaväxtart som beskrevs av Karl Moritz Schumann. Sterculia hymenocalyx ingår i släktet Sterculia och familjen malvaväxter. Inga underarter finns listade i Catalogue of Life.